# 穆紹島

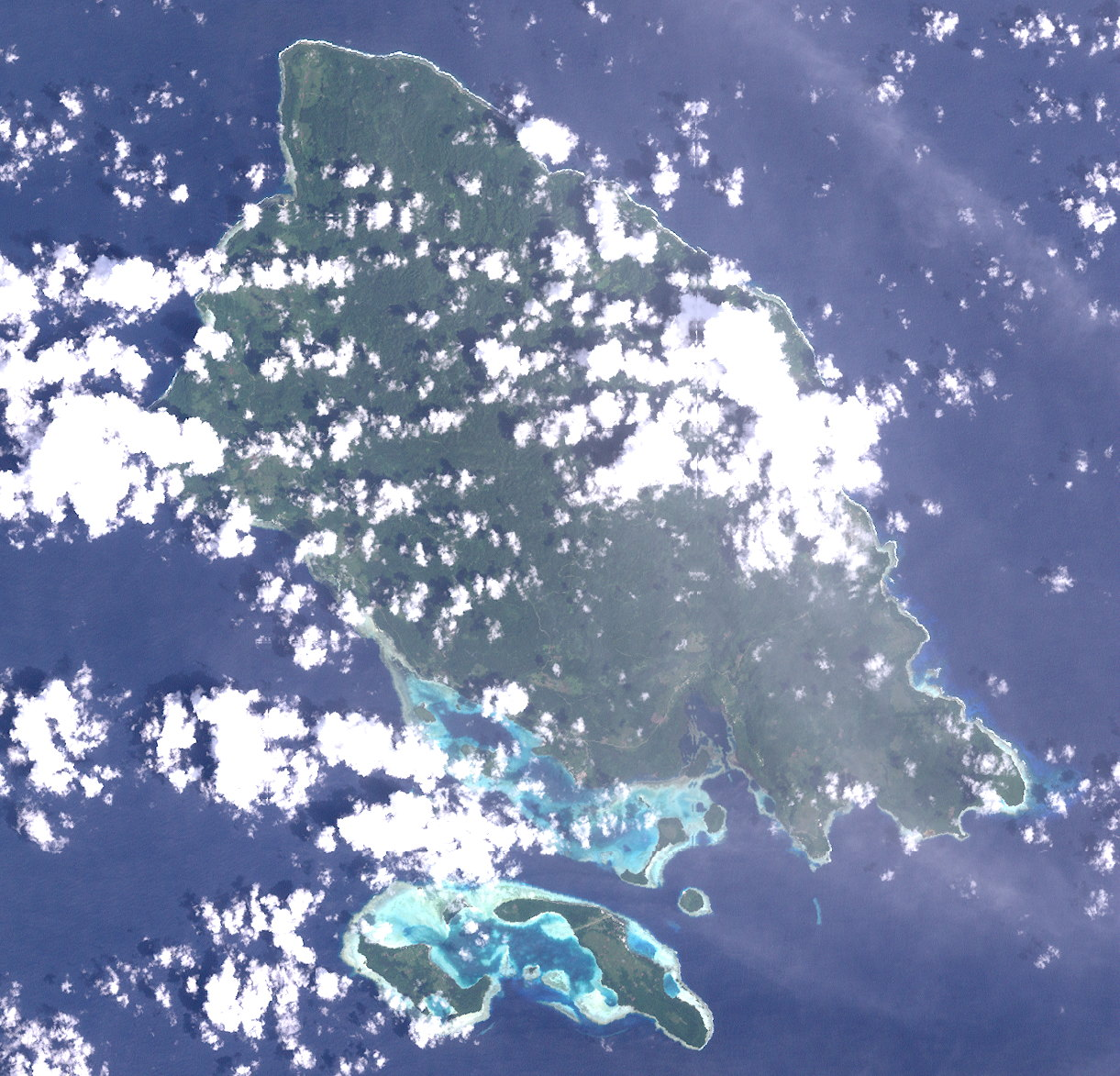
穆紹島衛星圖

穆紹島是巴布亞新畿內亞新愛爾蘭省的島嶼，為聖穆紹群島最大的島嶼，長32公里、寬15公里，面積414平方公里，最高點海拔高度651米，該島在1616年由荷蘭航海家發現，島上人口約2,900。